# 七色 (十津川村)
七色（なないろ）は、奈良県吉野郡十津川村の大字。国勢調査に基づく2015年（平成27年）10月1日現在の人口は69人、同日現在の面積は11.105056663km2。郵便番号は637-1557である。
奈良県に所属するものの、南側に接する和歌山県との結び付きが強い。

## 地理
十津川村の南部、十津川渓谷の最南端に位置し、南は和歌山県田辺市（旧東牟婁郡本宮町）と接する。村内では四村区に属する。十津川が地区の南東部を流れ、その右岸（西岸）を国道168号が通っている。集落は和歌山県境にほど近いところに位置し、十津川右岸（西岸）に七色集落、左岸（東岸）に鹿淵（かぶち）集落がある。どちらの集落も山腹の斜面に形成されている。
- 山 - 終無山（果無山）、野首山、遠矢森山[16]
- 川 - 十津川、大渓川、雲音渓川、橋ノ渓川、十二渓川、奈良目尾上渓川、奈良目渓川[16]
- 滝 - 十二滝

北は十津川村桑畑、東は十津川村山手谷、南は和歌山県田辺市本宮町上切原・本宮町土河屋（つちごや）・本宮町切畑、西は十津川村出谷と接する。

### 十二滝
十二滝は七色の国道168号沿線、和歌山県境から約2 kmの地点にある。落差は80 m説と100 m説がある。落差のわりに水量が少ないため、水は静かに落ちる。水温は、夏季に訪れた奈良県立十津川高等学校の生徒が「思ったよりもぬるかった」と評している。『大和志』では「在七色村急流飛湍十二曲」と解説されている。
国道沿いにあるため、自動車で立ち寄りやすいが駐車スペースが狭いという難点がある。滝の前には黒柳召波の句碑「十津川や 耕す人の 山刀」がある。地質的には十二滝以北は日高川帯丹生ノ川層に属し、御坊-萩（十津川）構造線をはさんで以南は古第三紀の音無川帯に属する。

### 小・中学校の学区
公立の小・中学校に通学する場合、七色全域が十津川第二小学校・十津川中学校の学区となる。2013年（平成25年）現在、七色方面から十津川中学校へ通学する生徒は5人でスクールバスを利用している。小・中学生のスクールバスの利用は無料である。なお十津川中学校は寄宿舎（中学校寮）を有しており、おやつ代（1,000円/月）を支払えば入寮できる。
七色にはかつて、七色小学校があり、1960年（昭和35年）時点で2学級の小規模校であった。七色小学校の廃校（1970年〔昭和45年〕）後は、和歌山県の本宮町立三里小学校（現・田辺市立三里小学校）へ通学していた。中学校も和歌山県側へ通学していた。その後、平谷小学校・折立中学校 に学区が変更され、学校統合により十津川第二小学校・十津川中学校となった。
なお、七色出身のプロ野球選手・濱矢廣大（横浜DeNAベイスターズ）は、三里小学校（本宮町）・折立中学校（十津川村）の出身である。

## 歴史
近世には大和国吉野郡十津川郷に属し、七色村として幕府領下にあった。『寛文郷帳』の村高は12石余であるが、『元禄郷帳』・『天保郷帳』では10石に減っている。なお、これより前の時代には十津川郷7か村の1つである東村（ひがしむら）の一部であったと推定されている。安政4年（1857年）の記録によれば、七色村の産品は杉角尺、檜角尺、椴栂松尺、杉椴板、炭、割菜であった。
1873年（明治6年）11月、和歌山県側の土河屋村（現・田辺市本宮町土河屋）との間で境界線を定める協定が締結された。1882年（明治15年）頃の課税地別の土地利用は、山林321町9反（≒319.2ha）余、秣場12町9反（≒12.8ha）余、宅地6反（≒5.96ha）余、畑4町3反（≒4.26ha）余、田2町6反（≒2.58ha）余であった。この頃の産品は米、麦、キビ、ダイズ、アズキ、サトイモ、サツマイモであった。またこの時期に従来の東組から四村組へ所属が変わっている。町村制の施行時は南十津川村に属したが、その1年後の1890年（明治23年）には十津川村の1大字となった。これは1889年（明治22年）8月に十津川大水害を被り北海道への集団移住などで十津川郷の人口が激減したためで、七色でも浸水被害により1軒が流失、3軒が全壊、1軒が半壊し、2戸が北海道へ移住した。
1950年代後半の七色では筏師として生計を立てる家が多く、西松建設が二津野ダム建設のために七色に事務所と飯場を構えていたため、人口は増加傾向にあった。他方で国道やダムの整備による木材の河川輸送から陸送への変化、次男や三男の七色からの流出など地域変容の兆しが見られた。区有林に関する権利は10年以上大字の業を務めなければ得られない、耕作運搬用にウシを12頭飼育しているなど旧態依然とした部分もあった。
1959年（昭和34年）8月20日、国道168号の開通式が七色で開催され、奈良県知事の奥田良三と和歌山県知事の小野真次が握手を交わす一幕があった。これにより七色の交通手段がプロペラ船から自動車に代わり、南紀へ日帰りで行けるようになった。また商業の面では、北の五條と南の新宮が十津川村で商圏をめぐってせめぎ合うことになった。

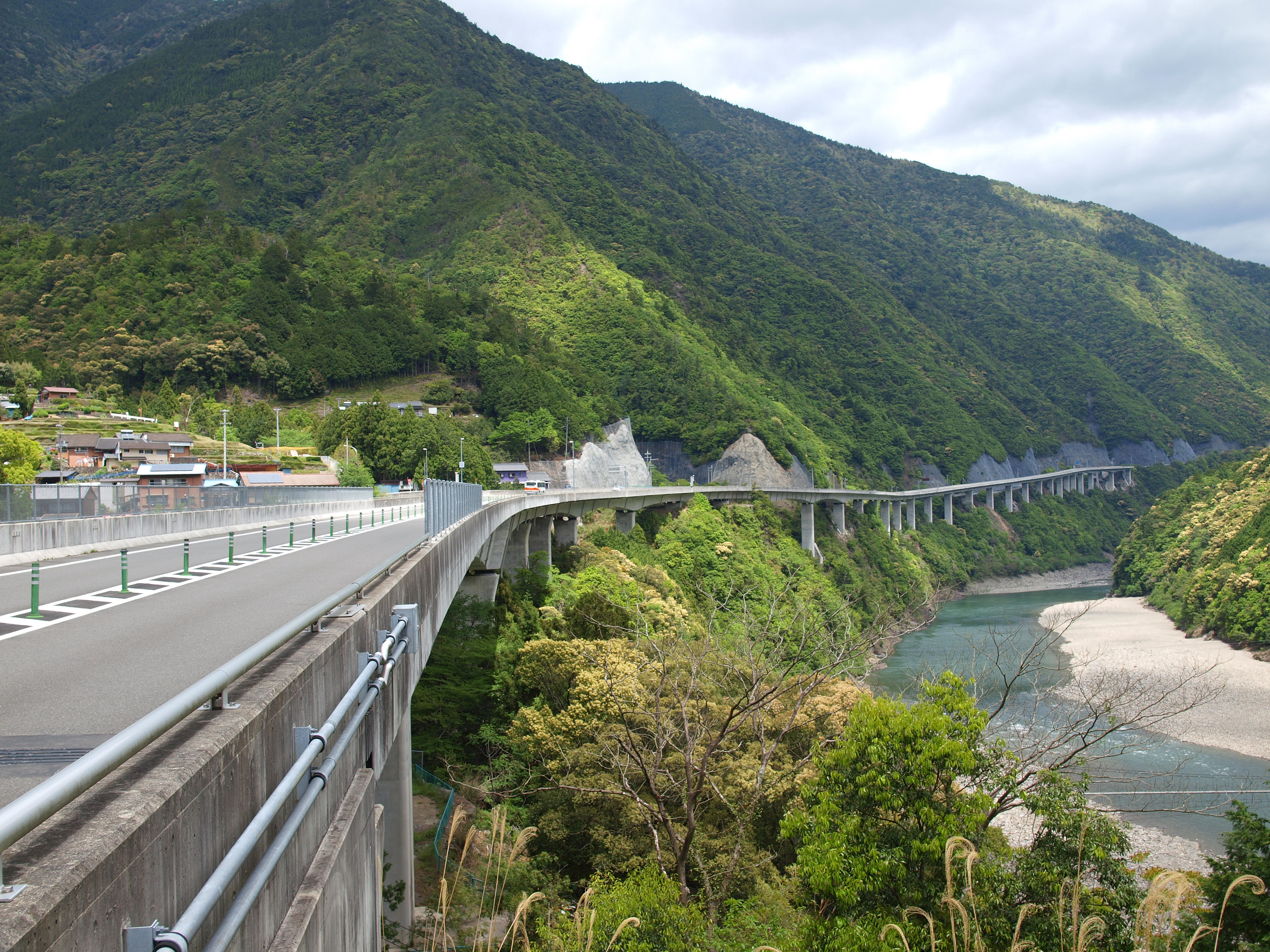
七色高架橋

1996年（平成8年）4月、観光案内所と特産品販売店を兼ねた「十津川路七色」が国道168号沿いに開業した。2005年（平成17年）3月19日、国道168号七色高架橋（十津川道路）と土河屋トンネル（本宮道路）が開通し、高架橋北詰でテープカットが行われた。2011年（平成23年）9月の台風12号は十津川村にも大きな被害を与え、すべての学校が再開するには10月3日までかかった。しかし、道路の崩落で七色から通学することはまだできなかったため、七色公民館に臨時の分教場が開設され7人の児童が通学し、折立中学校に通う6人の生徒は学校近隣のホテルから通学した。2015年（平成27年）7月の台風11号でも桑畑で法面崩壊が発生し2か月に渡って通行止めが発生、二津野ダム湖に渡船が運行された。

### 沿革
- 1889年（明治22年）4月1日 - 町村制施行により、吉野郡南十津川村大字七色となる。
- 1890年（明治23年）6月19日 - 合併により、吉野郡十津川村大字七色となる。

### 人口の変遷
総数 [戸数または世帯数：  、人口：  ]
| 1882年（明治15年）頃 | 44戸 188人   |
| 1959年（昭和34年）   | 56戸 284人   |
| 1980年（昭和55年）   | 36世帯 100人 |
| 1995年（平成7年）    | 35世帯 91人  |
| 2000年（平成12年）   | 35世帯 95人  |
| 2010年（平成22年）   | 35世帯 83人  |
| 2015年（平成27年）   | 31世帯 69人  |

## 生活

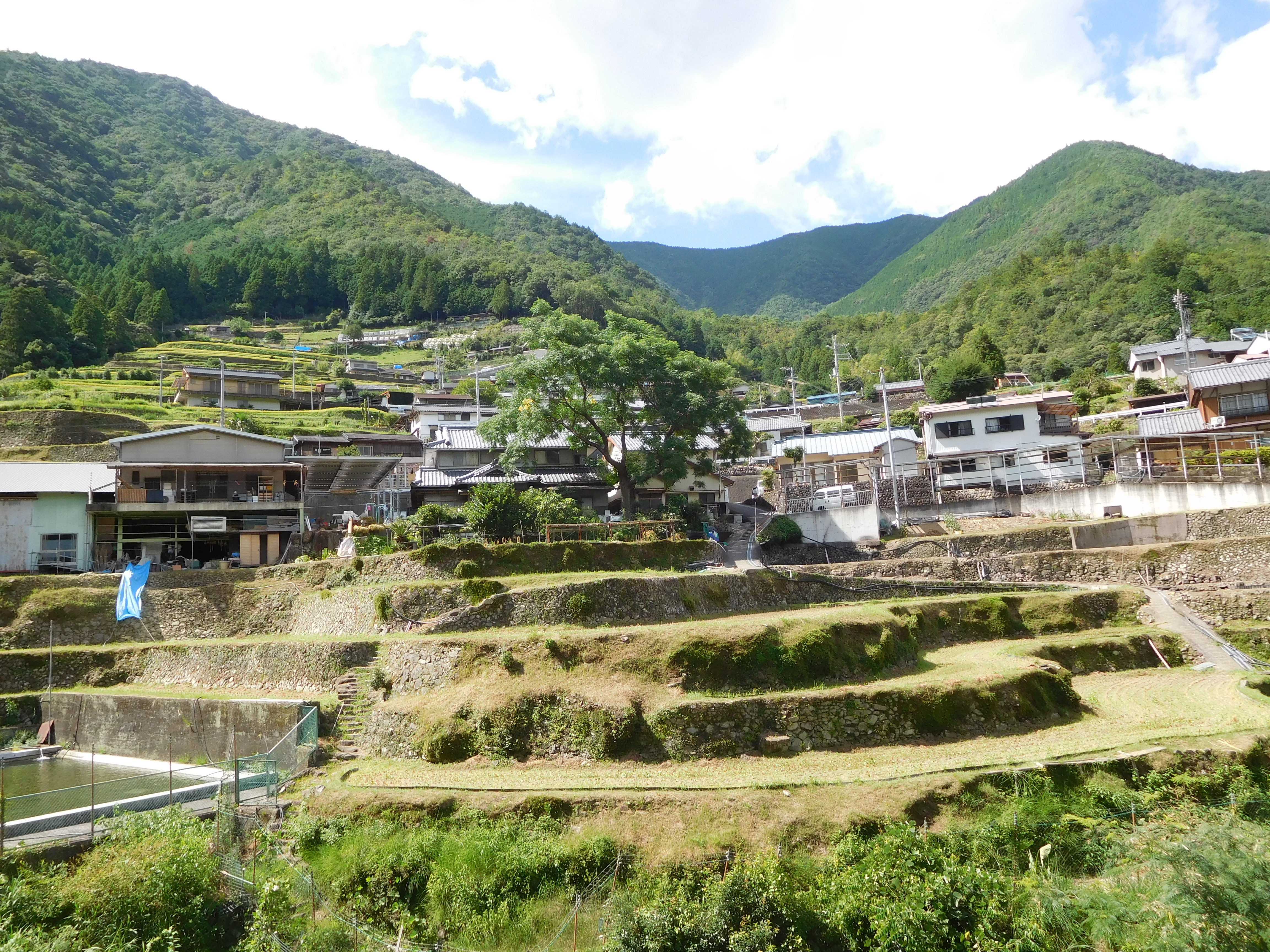
七色集落

電力は関西電力新宮営業所の管内であり、日常的な買い物には和歌山県田辺市・新宮市へ出かけるかネットスーパー・移動販売車を利用する。七色出身のプロ野球選手・濱矢廣大は、小学校と高等学校は和歌山県（三里小・日高高中津分校）、中学校は十津川村（折立中）に通学し、折立中在学中は和歌山県の熊野ベースボールクラブでプレーしていた。
テレビ放送は、こまどりケーブルと契約することで視聴することができ、インターネットも同社と契約すれば接続可能である。関西圏にありながら東京式アクセントである十津川方言を使用する地域に含まれるが、新宮市からの影響により多少の変化が見られる。
2015年（平成27年）の国勢調査による15歳以上の就業者数は27人で、産業別では多い順に建設業（9人・33.3%）、医療・福祉（7人・25.9%）、運輸業・郵便業と宿泊業・飲食サービス業が各3人（11.1%）となっている。住民はほとんど十津川村内に通勤・通学している。なお同年の農林業センサスによると農林業経営体数は8経営体、耕地面積は田が2 ha、畑が1 haである。1959年（昭和34年）時点では、水田が2町（≒1.98 ha）余、畑は4町（≒3.96694 ha）余であった。当時の稲作は十津川村の中でも南に位置するという特性から、中生の品種を中心とし、谷川の水を利用していた。

## 交通

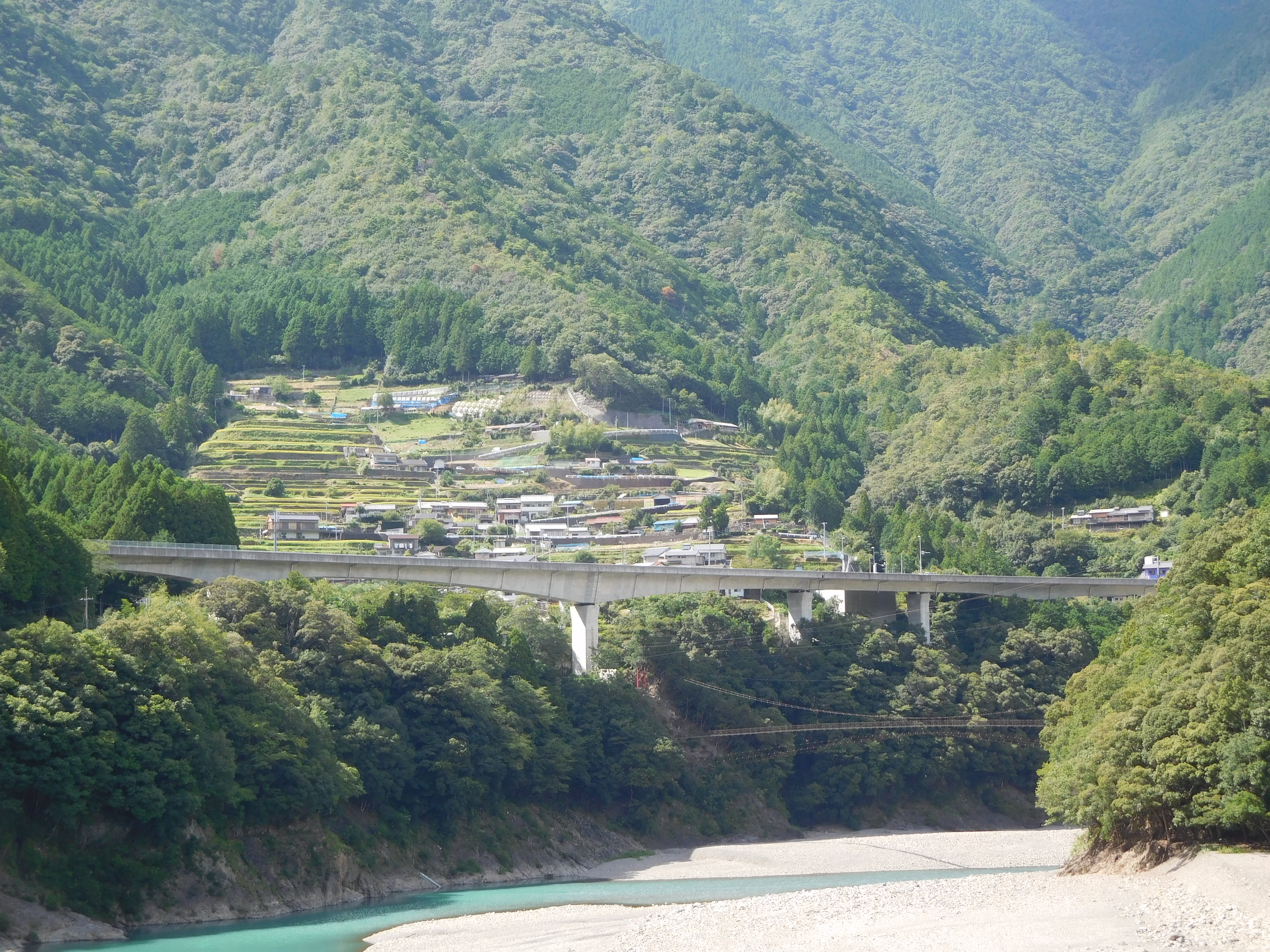
七色集落と七色高架橋、鹿淵橋

国道168号が整備されるまでは、十津川を利用した舟運が交通の中心であった。これは四村区の中心である平谷から続く道路が急崖にあり、幅員が1 mほどしかなかったためであり、1880年（明治13年）の統計では十津川郷で最も多い13隻の船を所有する地域であった。1921年（大正10年）から1959年（昭和34年）の国道168号開通までは、新宮と折立を結ぶプロペラ船が七色に就航していた。

### 道路
国道168号
近畿地方中央部から吉野を越えて熊野地方へ至る西熊野街道を基礎とする道路。果無山脈が迫っているため、平谷 - 八木尾（田辺市本宮町切畑）間は整備が遅れていたが、二津野ダム建設のために資材搬入路として1957年（昭和32年）から突貫工事で建設された。特に桑畑 - 七色間が着手されたのは最後となり、8億円を投じて建設された。1959年（昭和34年）に全通し、七色で開通式が開催された。
自動車の通行が可能となったものの、急斜面に建設された道路であったためカーブが連続し、大型車のすれ違いに支障を来しており、十津川に転落する死亡事故も時折発生していた。そこで地域高規格道路「五條新宮道路」の一部として七色高架橋が1996年（平成8年）に、土河屋トンネルが2000年（平成12年）に着工され、2005年（平成17年）に開通した。これにより、七色 - 土河屋間がほぼ直線的に結ばれ、7 - 8分短縮された。なおこの区間が通行止めになると、和歌山県橋本市まで迂回しなければならない。
熊野古道小辺路（果無峠越）
小辺路は別名「高野道」とも称し、高野山と熊野本宮大社を結ぶ参道である。七色を通過する区間は「果無峠越」と呼ばれ、道中に石仏や道標が複数あり、七色集落の人が開いていた「七色茶屋」の跡も見られる。途中に「七色分岐」と呼ばれる地点があり、小辺路から20分ほどで七色集落へ降りることができる。本宮大社側へ向かう場合、七色の区間は常に下りとなる。
鹿淵橋
橋長150 m、高さ24 mの吊り橋で、七色高架橋の下に架かる。2007年（平成19年）の夏休み期間中に、十津川村立小原中学校の生徒の発案で「十津川つり橋スタンプラリー」が実施された際には鹿淵橋が対象に選ばれ、同校生徒によって橋のたもとにスタンプが設置された。

### 路線バス
七色に路線バスが乗り入れたのは1959年（昭和34年）10月22日のことであり、奈良交通・熊野交通・国鉄バスの3者が平谷 - 八木尾間で運行開始した。この時は臨時許可であったため、新宮・田辺方面とは乗り換える必要があった。国鉄バスを引き継いだ西日本ジェイアールバスは2002年（平成14年）3月31日まで七色 - 新宮間を運行していた。2018年（平成30年）現在、七色には奈良交通 と十津川村営バスが乗り入れており、七色バス停がある。
- 奈良交通八木新宮線[73]
  - ■ 特急301系統 新宮駅 - 1日3便[76]
  - ■ 特急302系統 大和八木駅 - 1日3便[76]
- 十津川村営バス七色・本宮線[74]
  - ■ うらら館 - 1日2便[77]
  - ■ 十津川温泉 - 1日3便[77]

## 施設
- 七色公民館
- 株式会社西建設
- 大前建設
- 藤森酒店
- 太洋エンジニアリング株式会社十津川営業所・リサイクルセンター[78]

### 神社仏閣
1882年（明治15年）頃には八幡神社、稲荷神社、祖霊社の3つの神社があった。この時点では既に清竜寺は廃寺となっていた。